# 페르시아의 왕자
《페르시아의 왕자》(Prince of Persia)는 조던 메크너(Jordan Mechner)가 만든 비디오 게임 프랜차이즈로, 1989년에 처음 발매되었다. 원래 애플 II 컴퓨터용으로 개발되었다.

## 게임
| 1989 | Prince of Persia                                  |
| 1990 |                                                   |
| 1991 |                                                   |
| 1992 |                                                   |
| 1993 | The Shadow and the Flame                          |
| 1994 |                                                   |
| 1995 |                                                   |
| 1996 |                                                   |
| 1997 |                                                   |
| 1998 |                                                   |
| 1999 | Prince of Persia 3D                               |
| 2000 |                                                   |
| 2001 |                                                   |
| 2002 |                                                   |
| 2003 | The Sands of Time                                 |
| 2004 | Warrior Within                                    |
| 2005 | The Two Thrones                                   |
| 2005 | Battles of Prince of Persia                       |
| 2006 |                                                   |
| 2007 |                                                   |
| 2008 | Prince of Persia (2008)                           |
| 2008 | The Fallen King                                   |
| 2009 |                                                   |
| 2010 | The Forgotten Sands                               |
| 2011 |                                                   |
| 2012 |                                                   |
| 2013 | Prince of Persia: The Shadow and the Flame remake |

- 페르시아의 왕자 (1989년 비디오 게임)
- 페르시아의 왕자 2
- 페르시아의 왕자 3D
- 페르시아의 왕자: 시간의 모래
- 페르시아의 왕자 : 전사의 길
- 페르시아의 왕자 : 두개의 왕좌
- 페르시아의 왕자 : 묵시록
- 페르시아 왕자의 전쟁
- 페르시아의 왕자 : 라이벌 소드
- 페르시아의 왕자 클래식
- 페르시아의 왕자 (2008년 비디오 게임)
- 페르시아의 왕자 : 폴른 킹
- 에필로그
- 페르시아의 왕자 : 망각의 모래

### 모바일 게임
- 하렘의 모험(Harem Adventures)
- 시간의 모래
- 전사의 길
- 두개의 왕좌
- 페르시아의 왕자 클래식
- 페르시아의 왕자
- 망각의 모래
- 페르시아의 왕자 Retro

## 같이 보기
- 페르시아의 왕자: 시간의 모래 (영화)